# 고지용
고지용(高志鎔, 1980년 7월 1일 ~ )은 대한민국의 전 가수이자 사업가다. 젝스키스의 해체 후 몇차례 드라마와 영화 등의 복귀설이 있었으나 무산되었다. 또한 잡지 에스콰이어의 화보모델 촬영도 했으나 그 이후 연예계에서 완전히 은퇴했고, 미국 유학 이후 광고대행사로 활동했다. 2017년 1월 1일부터 ~ 2019년 6월 2일까지 KBS2 《슈퍼맨이 돌아왔다》에 출연했다.

## 학력
- 서울신용산초등학교 (졸업)
- 용강중학교 (졸업)
- 안양예술고등학교 연극영화과 (졸업)
- 서울예술대학교 방송연예과 (전문학사)

## 활동
고지용은 1980년 7월 1일 서울에서 태어났다. 그는 절친한 사이였던 강성훈이 젝스키스 멤버로 발탁되어 한국으로 귀국하던 당시 강성훈을 마중나갔다가 소속사 사장에게 픽업되어 함께 데뷔하게 되었다는 일화가 있다. 고지용은 1997년 4월 15일 6인조 댄스 음악 그룹인 젝스키스로 데뷔했는데 2000년 젝스키스가 해체하던 당시까지 잘생긴 외모와 노래로 큰 사랑을 받았다. 해체 이후 타 멤버들과 달리 솔로가수로 활동을 이어가지 않고 연기자로 변신하여 드라마와 영화에 캐스팅 됐다는 기사가 나오기도 했으나, 최종적으로는 취소되었다. 이후 군입대와 유학 등의 이유로 연예계에서 은퇴를 선언했다.
2008년 젝스키스의 멤버이자 리더였던 은지원이 예능 프로그램 《놀러와》에 출연하여 해체 이후로 본적이 없다는 발언이 화제가 되면서 많은 이들이 그의 근황을 알고 싶어했다. 이듬해 2009년 케이블 프로그램에서 그를 수소문하여 찾아갔으나 이미 연예계를 은퇴해서 방송에 노출 되고 싶지 않다고 밝혔다.
2017년 1월 1일부터 2019년 6월 2일까지 KBS2 《슈퍼맨이 돌아왔다》에 아들 고승재와 함께 출연했다. 2020년 11월 9일 7주년때 잠시 나왔다.

## 결혼
고지용은 2013년 12월 인제대학교 가정의학과 교수이자 의사인 허양임씨와 비공개로 결혼식을 올렸으며 2014년 10월 득남했다.

## 음반
- 1997년 5월 14일 1집 《학원별곡》
- 1997년 11월 1일 2집 《Welcome to the Sechskies Land》
- 1998년 7월 15일 3집 《Road Fighter》
- 1998년 10월 30일 3.5집 《Special Album》
- 1999년 3월 1일 《Sechskies Live Concert》
- 1999년 9월 9일 4집 《Com'Back》
- 2000년 5월 31일 고별앨범 《BLUE NOTE》

## 출연

### 영화
- 1998년 《세븐틴》 - 대곤 역

### 뮤지컬
- 1998년 《알리바바와 40인의 도적》

### TV 프로그램
- 1998년 SBS 일일시트콤 《LA아리랑》 - 특별출연
- 1998년 KBS 2TV 《TV는 사랑을 싣고》 - 게스트
- 2016년 MBC 《무한도전》
- 2017년 1월 1일 ~ 2019년 6월 2일 KBS2 《슈퍼맨이 돌아왔다》 - 고정 출연
- 2017년 JTBC  《비정상회담》 - 게스트

### CF 광고
- 2017년 4월 18일 윤선생 영어교실 스마트 랜드 - 모델 및 TV CF

## 수상 경력
- 2018년 KBS 연예대상 버라이어티 우수상 《슈퍼맨이 돌아왔다》